# بخش بالاسور
بخش بالاسور (به انگلیسی: Balasore district) یک بخش و پایگاه فضایی در هند است که در اودیسا واقع شده‌است. بخش بالاسور ۳٬۶۳۴ کیلومتر مربع مساحت و ۲٬۳۱۷٬۴۱۹ نفر جمعیت دارد و ۹۰٫۰۸ متر بالاتر از سطح دریا واقع شده‌است.